# Peace or Violence
„Peace or Violence” – piąty singel belgijskiego muzyka Stromae’a wydany po raz pierwszy w 2010.
Singel umieszczono na albumie Cheese.

## Lista utworów
- Digital download (16 maja 2011)[1]

1. „Peace or Violence” (Stromae Edit) – 3:02
2. „Peace or Violence” (Glen N Edit) – 3:01

- Digital download (23 maja 2011)[1]

1. „Peace or Violence” (Shameboy Remix) – 3:01

- CD singel (20 czerwca 2011)[2]

1. „Peace or Violence” (Stromae Edit) – 3:03
2. „Peace or Violence” (Glen N Mix) – 3:02
3. „Peace or Violence” (Luuk Cox Mix) – 3:12

## Notowania na listach przebojów
| Kraj             | Lista (2010/2011)   | Najwyższa pozycja |
| ---------------- | ------------------- | ----------------- |
| Belgia (Walonia) | Ultratop 50 Singles | 12                |
| Austria          | Singles Top 75      | 74                |